# Tsukijishijō (métro de Tokyo)
Tsukijishijō (築地市場駅, Tsukijishijō-eki) est une station du métro de Tokyo sur la ligne Ōedo dans l'arrondissement de Chūō à Tokyo. Elle est exploitée par le Bureau des Transports de la Métropole de Tokyo (Toei).

## Situation sur le réseau
La station Tsukijishijō est située au point kilométrique (PK) 18,2 de la ligne Ōedo.

## Histoire
La station a été inaugurée le 12 décembre 2000 sur la ligne Ōedo.

## Services aux voyageurs

### Accès et accueil
La station est ouverte tous les jours.
En moyenne, 33 000 voyageurs ont fréquenté quotidiennement la station en 2015.

### Desserte
Ligne Ōedo :
- voie 1 : direction Tochōmae

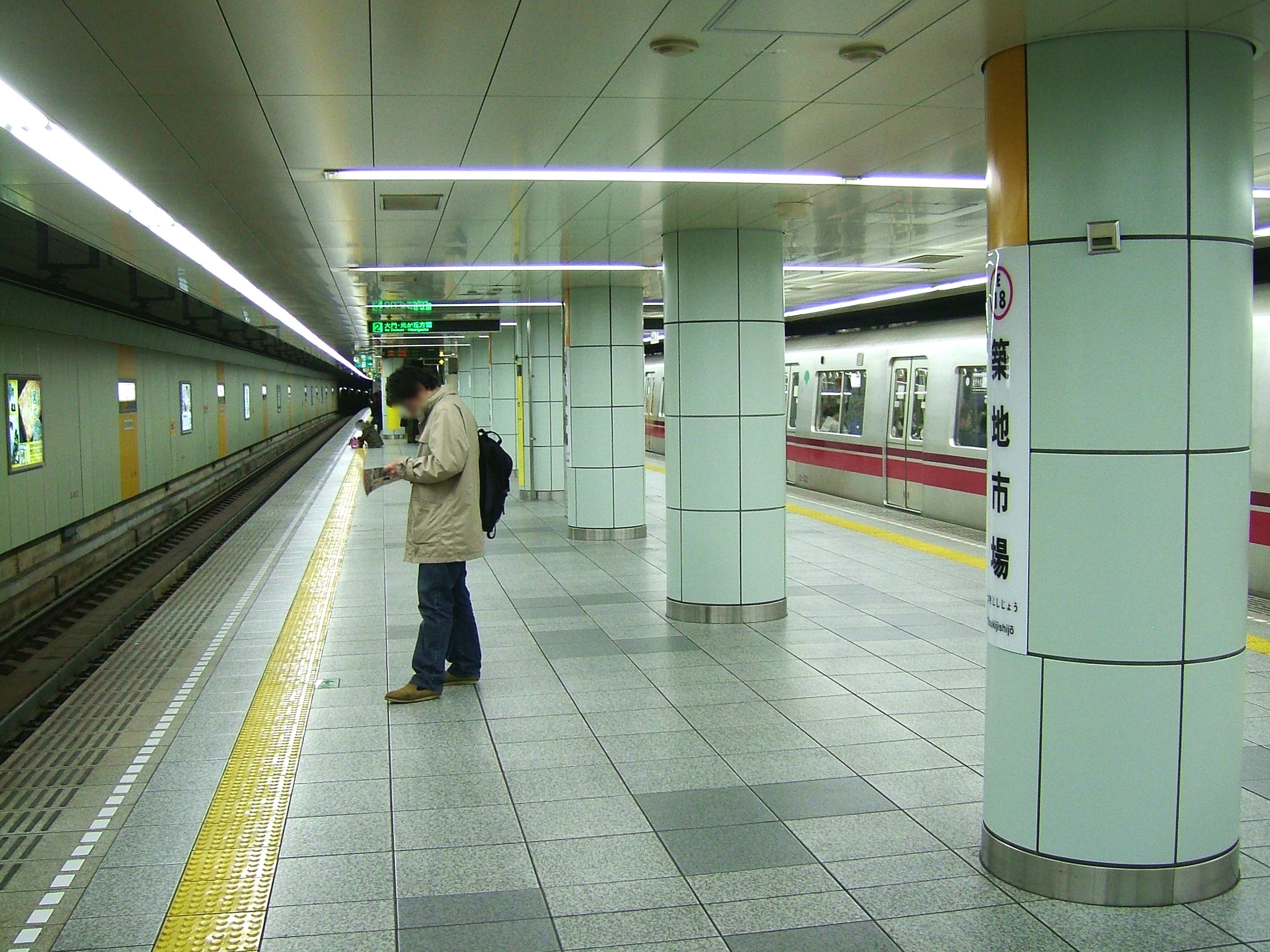
Quai de la station

- voie 2 : direction Iidabashi et Roppongi

## A proximité
- Marché aux poissons de Tsukiji (fermé en 2018)
- Tsukiji Hongan-ji